# Катерина Поллок
Катерина Поллок (пол. Katarzyna Pollok; 1 вересня 1961, Київ, Україна) — художниця і скульпторка, яка відома своїми роботами, що порушують теми ромської етнічної приналежності, прав меншин та пам'яті про Геноцид ромів. Маючи ромське походження (сінті), Катерина щиро піклується про проблеми меншин та часто виступає амбасадоркою пам'яті про трагічні події Геноциду ромів.

## Життєпис
Катерина Поллок, народжена 1961 року в Києві, провела дитинство у Польщі. У 1983 році, рятуючись від воєнного стану, вона разом з родиною переїхала до Німеччини.
Лише у зрілому віці Катерина дізналася про своє ромське коріння. Її батько, який пережив жахіття Параймоса, втративши в ньому свою родину, ніколи не хотів говорити про свою етнічну приналежність, залишаючи травму геноциду в глибинах пам'яті.
Катерина, художниця з Берлін-Кройцберга, поєднує роботу з мандрами світом, відвідуючи такі країни як Індія та Ізраїль. Її творчий шлях не має формальної художньої освіти, адже вона з юності активно брала участь у польському андеґраунді, виступаючи в панк-гуртах, вуличному та живому театрі. Окрім мистецтва, Катерина є співзасновницею першого вегетаріанського ресторану та першої мультикультурної альтернативної радіостанції в Берліні. Свою дебютну виставку вона провела у 1988 році.
Нині художниця мешкає в Німеччині та ділиться своїм мистецтвом з публікою на виставках по всьому світу. Її життєвий досвід та походження знаходять відображення в творчості, роблячи тему Голокосту та Геноциду ромів однією з ключових у її роботах.

## Мистецький стиль
Катерина так описує свій стиль: «У своєму мистецькому вираженні я подорожую через кордони. Це також означає, що я не дотримуюся жодного фіксованого стилю чи жанру мистецтва, а „кочую“ крізь усі форми, традиції, ікони та образи, з якими стикаюся у своєму житті. Моє мистецтво — це і засіб, і результат моєї особистої боротьби за ромську ідентичність. Ми, ромські художники, все ще маємо створити щось унікальне і невіддільне від нашої ромської ідентичності, так само, як ми розвивалися в нашій музиці. Моєю метою завжди було досягти чогось у новій, космополітичній, універсальній схемі, але це залишається довгим шляхом. Індійське коріння, Голокост і наша травма, переховування, прагнення справедливості та захисту — це теми, які постійно повертаються в моїй творчості».
Твір Катерини Поллок «Сара в равлику» з'явився на обкладинці осіннього випуску журналу «Signs» (том 38, номер 1) під редакцією Етель Брукс за 2012 рік, який присвячений симпозіуму з порівняльних перспектив ромського фемінізму.